# Pré-Pyrénées

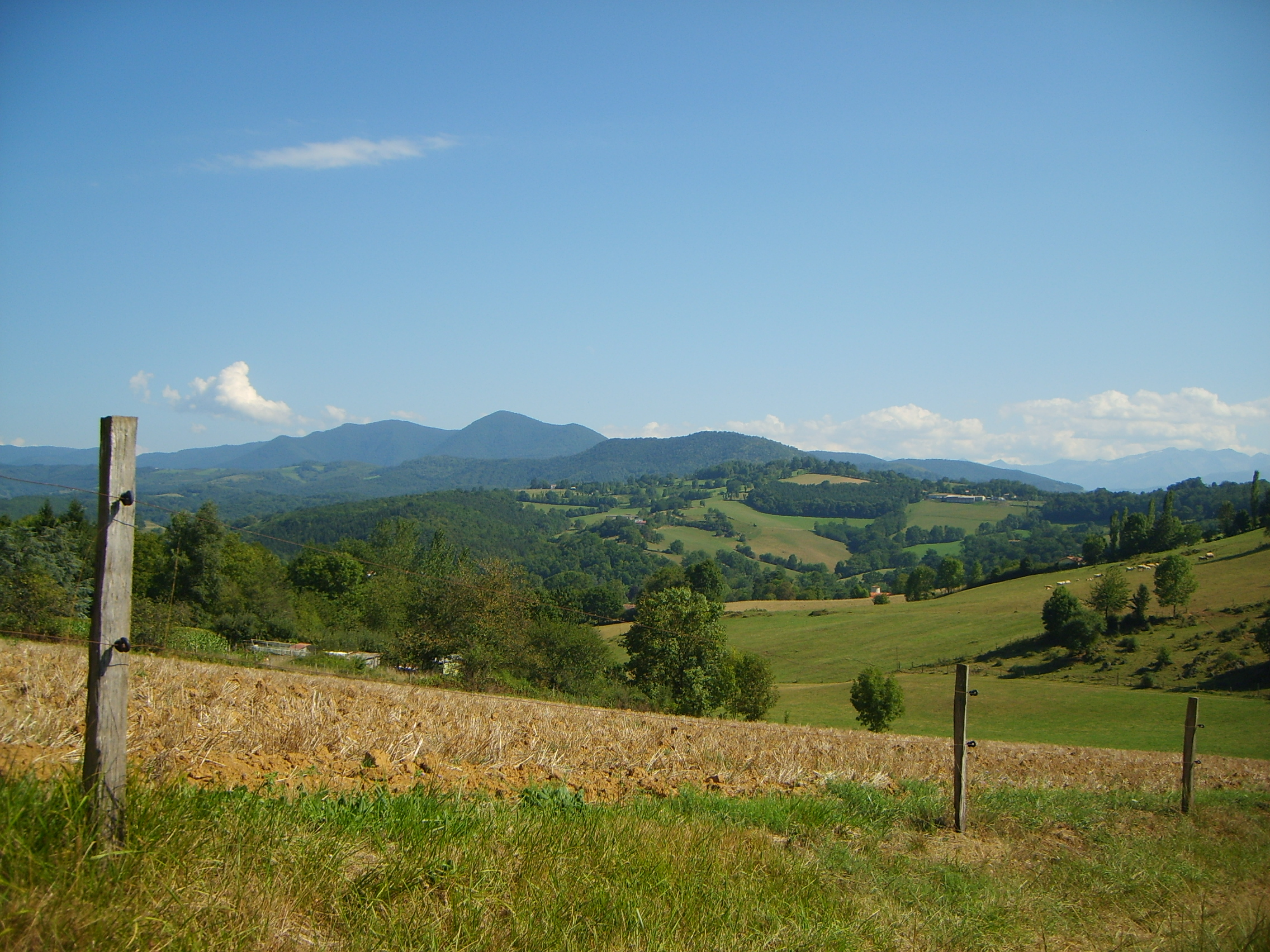
Le doux relief du Couserans avec en fond le tuc de la Courate (1300 m), Pré-Pyrénées ariègeoises.

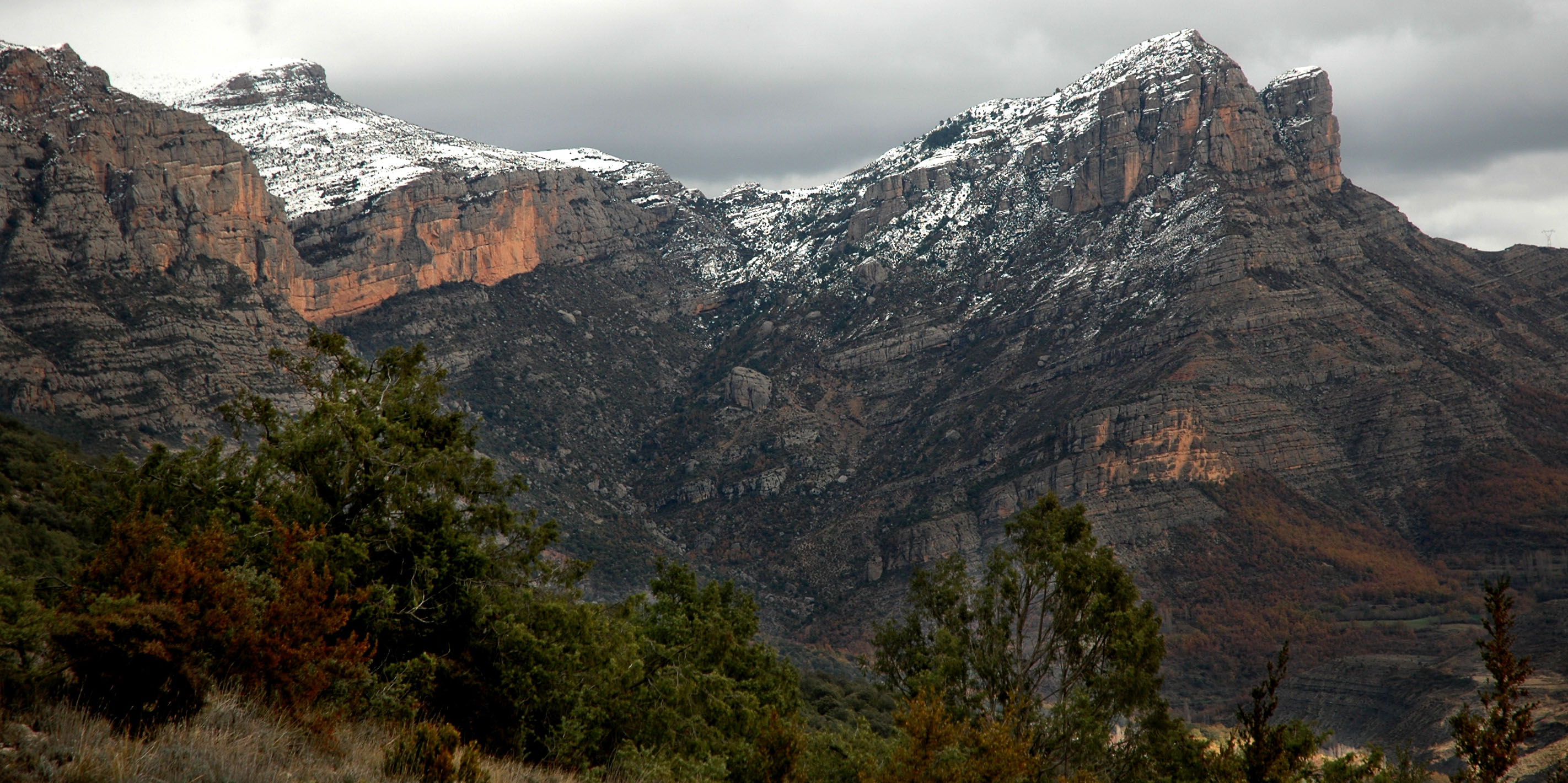
Serra de Sis, 1790 m, Pré-Pyrénées aragonaises.

Les Pré-Pyrénées sont un ensemble de plissements rocheux de la chaîne des Pyrénées, de moyenne altitude se situant de part et d'autre de la ligne centrale des hauts sommets. En tant que système montagneux, les Pré-Pyrénées font partie intégrante de la chaîne des Pyrénées dont ils forment les contreforts.
La chaîne des Pyrénées s'étirant selon un axe ouest-est, les plissements rocheux sont souvent étirés en longitude de manière parallèle à la chaîne centrale, divisant les Pré-Pyrénées en deux zones principales : l'une côté nord ou côté français, l'autre côté sud ou côté espagnol. Le côté septentrional est plus abrupt que le côté méridional, excédant rarement 50 kilomètres côté français, alors que les Pré-Pyrénées espagnoles s'amoncellent parfois sur plus de 100 kilomètres de large. En effet, un vaste réseau complexe de contreforts s'étend depuis la Navarre à l'ouest, jusqu'à la côte méditerranéenne à l'est, à la fin des Pyrénées catalanes, en passant par le Nord de l'Aragon. Enfin, la zone orientale des Pyrénées est aussi plus large que sa zone occidentale ce qui donne par exemple le grand massif des Corbières au nord-est et de nombreuses sierras en Catalogne.

## Définition
La définition et la délimitation des Pré-Pyrénées se fait par rapport à la zone centrale ou axiale des Pyrénées d'une part, et par rapport à la zone du piémont pyrénéen d'autre part.
Les plus hauts sommets de la zone axiale s'élevant de 3 404 mètres (pic d'Aneto) jusqu'à une limite basse de 2 000 mètres, l'altitude de la zone des Pré-Pyrénées excède rarement les 2 000 mètres avec une moyenne autour de 1 000 mètres. On y trouve des reliefs typiques de l'étage collinéen ou montagnard couverts d'exploitations agricoles ou de forêts, le tout entrecoupés par des gorges, des vallées étroites ou petits espaces de plaine. L'habitat se présente sous la forme de villages parsemés, avec quelques villes de taille moyenne (moins de 20 000 habitants) comme Lourdes et Foix au nord, Jaca et La Seu d'Urgell au sud.
D'un point de vue géologique, tous les massifs de montagnes pré-pyrénéens sont composés de roches sédimentaires qui ont été déplacées et remontées en altitude lors de la formation des Pyrénées. Ces massifs se différencient de la zone axiale des Pyrénées par l'absence de roches métamorphiques et plutoniques, et du piémont pyrénéen par la nature fracturée et chevauchée des strate géologiques, qui forment alors des nappes de charriage, tandis que les terrains du piémont ont été seulement légèrement plissés et non déplacés les uns sur les autres.
La définition même de Pré-Pyrénées n'est pas stricte, dépend de certains usages et souffre de certains points d'exceptions :
- à l'extrême ouest des Pyrénées, la zone axiale descend progressivement en altitude jusqu'aux montagnes basques et l'on y trouve des zones de basse montagne comme la Rhune (mais avec des roches magmatiques) ;
- la serra del Cadí, assez centrale et culminant à 2 649 m, est considérée comme pré-pyrénéenne à cause de ses terrains sédimentaires ;
- le massif du Mont-Perdu, aussi de nature sédimentaire, est lui considéré dans la zone centrale à cause de sa situation sur la crête frontalière et son point culminant du mont Perdu à 3 348 m, un des plus hauts des Pyrénées.

## Géographie

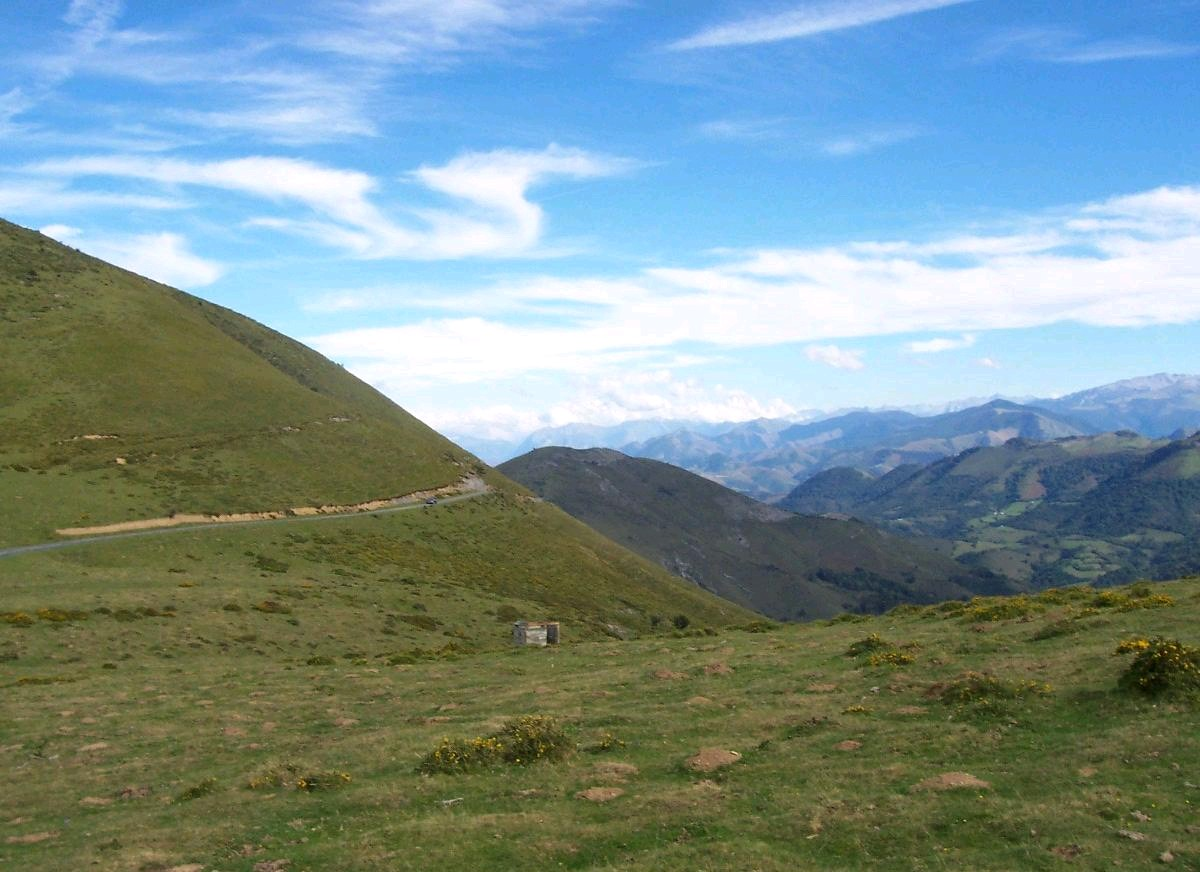
Vue du massif des Arbailles depuis le col de Burdin.

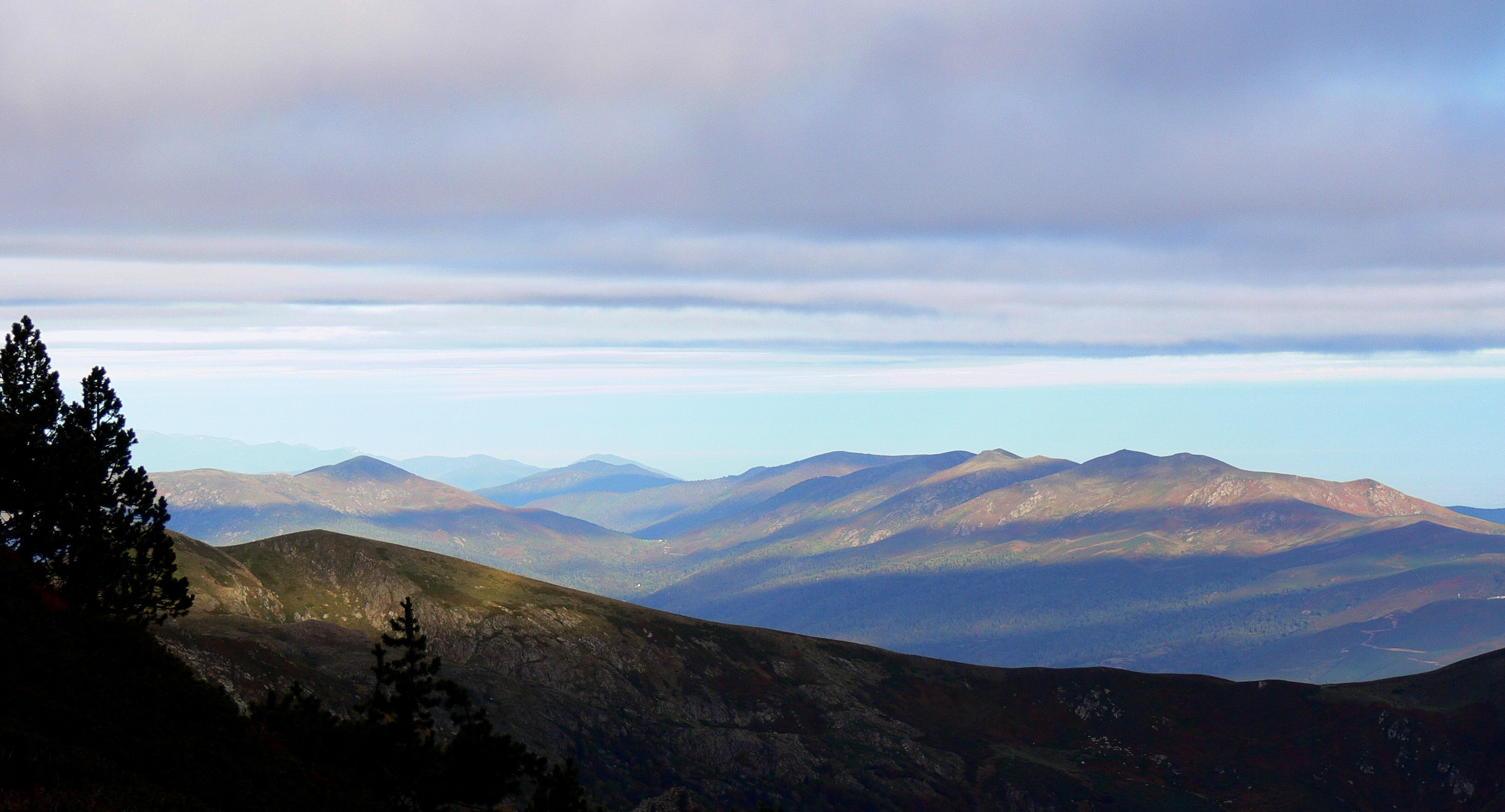
Le massif de l'Arize vu de la crête nord du pic de Saint-Barthélemy.

### Contrefort nord ou français
Les principaux ensembles géographiques côté français sont, d'ouest en est :
- le massif des Arbailles (1 286 m) ;
- le massif d'Arbas (1 608 m) ;
- les Petites Pyrénées (613 m) ;
- le massif de l'Arize (1 716 m) ;
- le massif du Plantaurel (1 011 m) ;
- le massif de Tabe (2 368 m) ;
- le massif des Corbières (1 230 m) ;
- le massif du Madrès (2 468 m).

Certains massifs peuvent y être associés, car géographiquement détachés de la chaîne principale, c'est le cas des massifs de Lascours (2 588 m) et du Montaigu (2 339 m) dans les Hautes-Pyrénées.

### Contrefort sud ou espagnol
Navarre :
- Massif de Leyre
- Sierra del Perdón

Aragon : 

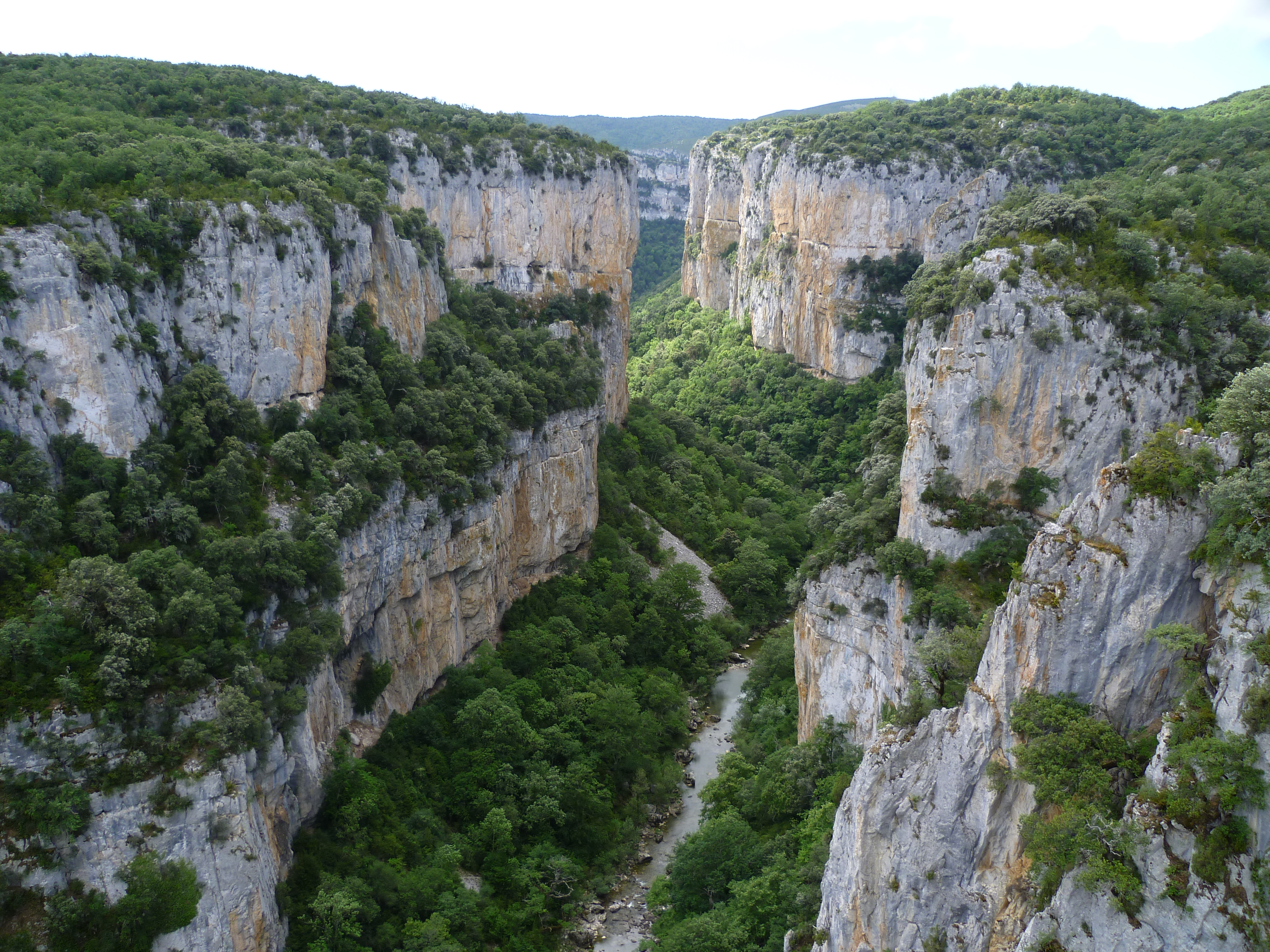
Massif de Leyre en Navarre.

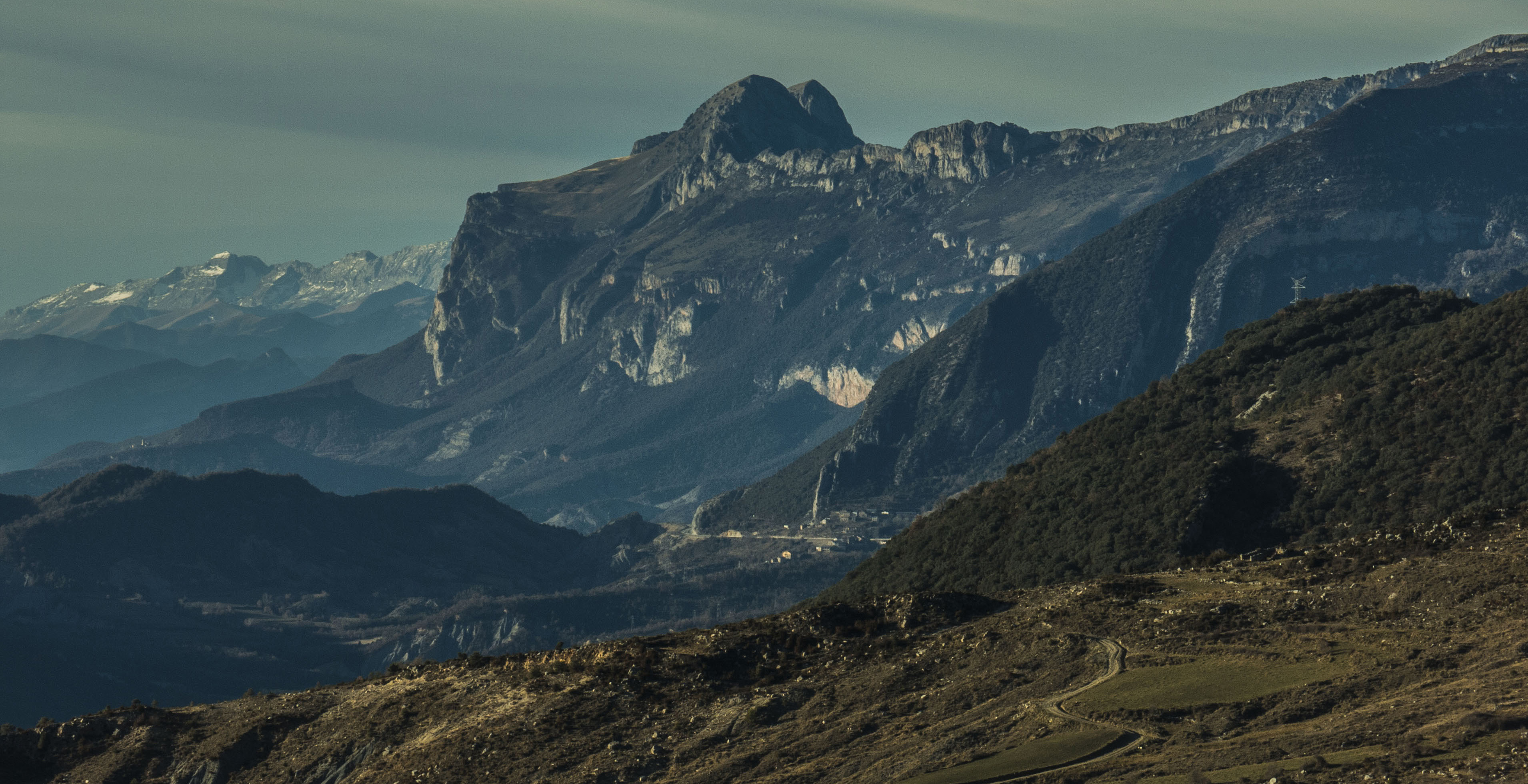
Serra Ferrera, Aragon.

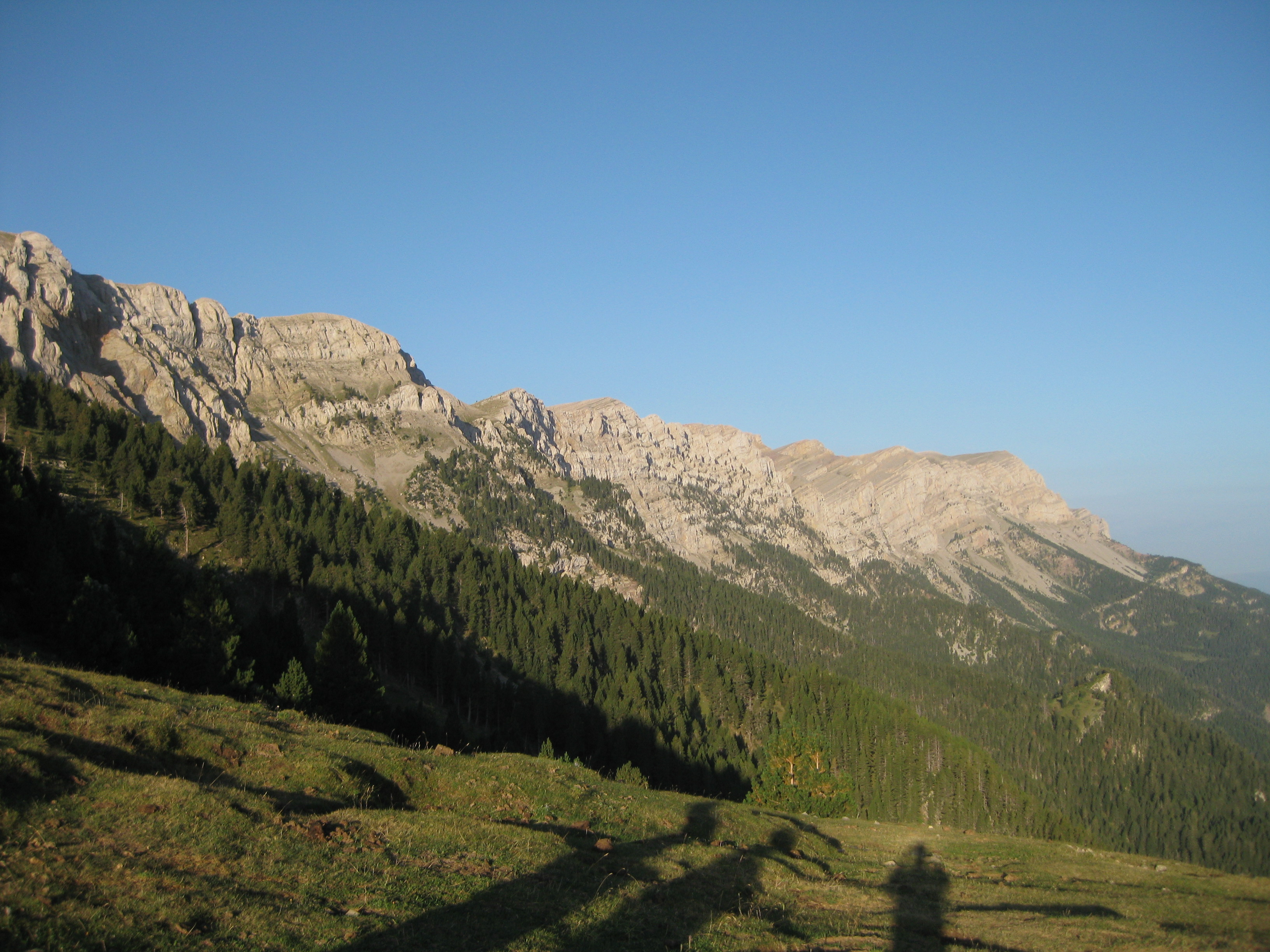
Serra del Cadí en Catalogne.

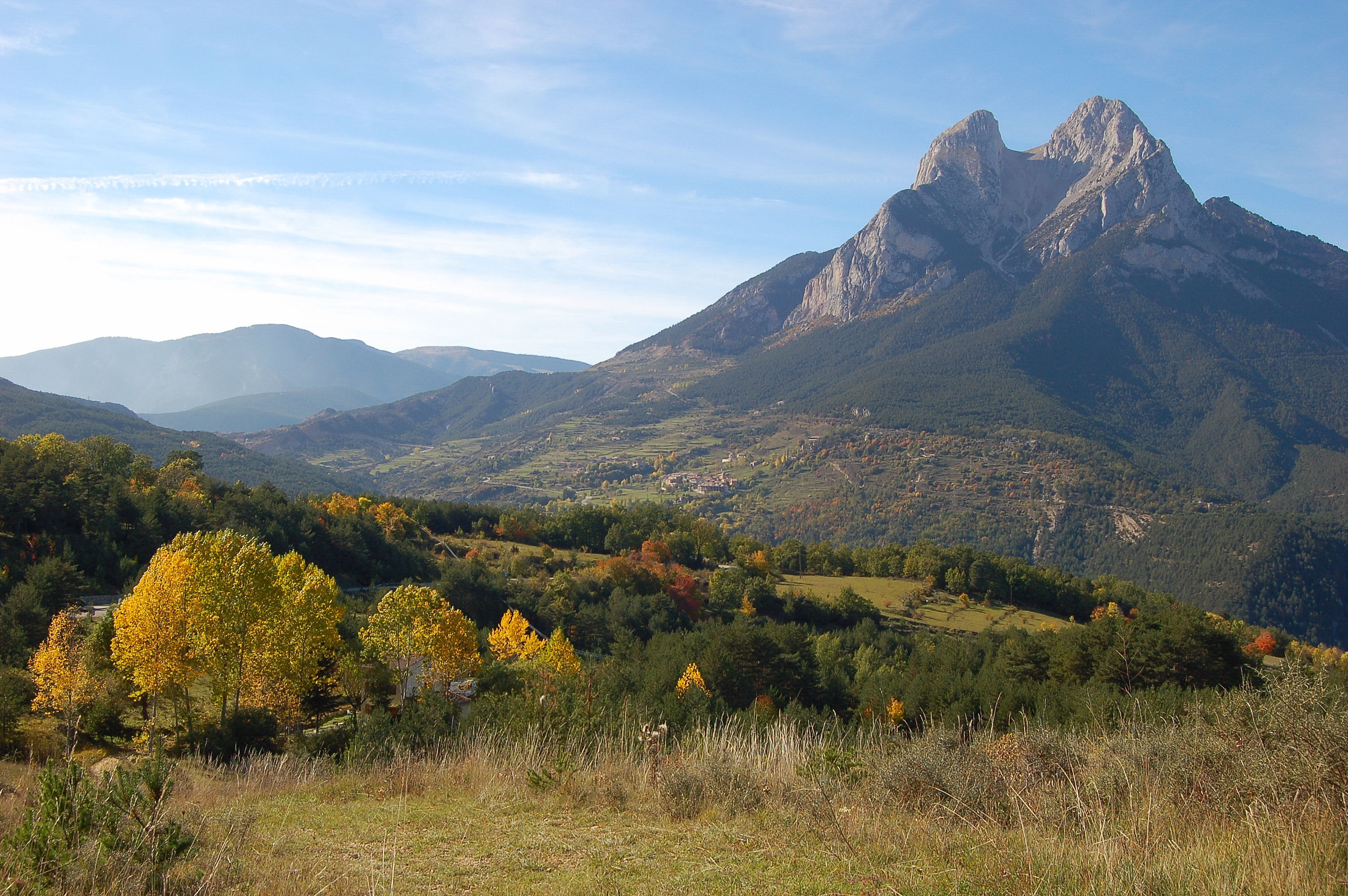
Massif du Pedraforca en Catalogne.

- Montsec d'Estall situé dans l'ouest du  massif ou sierra de Montsec et séparé du reste du massif, qui se trouve en Catalogne, par la Noguera Ribagorçana.
- Sierra Caballera
- Sierra del Castillo de Llaguarres
- Sierra de la Carrodilla
- Massif du Cotiella
- Serra d'Esdolomada[1]
- Sierra Ferrera
- Sierra de Giró
- Sierra de Jaca
- Serra del Jordal
- Sierra de las Ares
- Sierra de Guara
- Turbón
- Sierra de Sis
- Sierra de Santo Domingo
- Sierra de Loarre
- Sierra de Javierre
- Sierra Caballera

Catalogne : 
- Montsec d'Ares, partie centrale du massif du Montsec. 
  - Montrebei
- Montsec de Rúbies, partie est du même massif, séparé par la rivière Sègre à l'est et la Noguera Pallaresa au milieu.
  - Serra del Cucuc
- Serra d'Aubenç
- Serra dels Bastets
- Serra de Bellmunt
- Cingles de Beví
- Serra de Boumort
- Serra de Busa
- Serra del Cadí
  - Montsec de Tost
- Serra de Camporan
- Serra de les Canals
- Serra de Capsacosta
  - Serra de Malforat
    - Serra de la Cau
- Serra de Carreu
- Serra de Catllaràs[2].
- Serra de Comiols
- Serra del Port del Comte
  - Serra de Querol
  - Serra del Verd
- Serra de Conivella
- Serrat de la Creueta
- Serra d'Ensija
- La Faiada de Malpàs
- Serra de Falgars
- Serra de la Gessa
- Serra de Sant Mamet
- Serra de Moixeró
- Serra de Milany
- Mare de Déu del Mont
- Serra de Monebui
- Serra de Montclús
- Serra de Montgrony
- Serra de Pedraforca
- Serra de Prada
- Serra de Picamill
- Serra de Picancel
- Serra de Queralt
- Serra de Sant Gervàs
  - Serra de Setcomelles
- Serra de Sant Joan
- Serra de Sant Marc
- Serra de serra de Sobremunt
- Serra del Volterol
- Serra dels Tossals
- Serra de Turp
- Rasos de Peguera
  - Serrat de la Figuerassa

## Géologie
La zone centrale des Pyrénées est nommée géologiquement « zone axiale », avec pour caractéristiques : 
- la présence de roches sédimentaires issues d'un socle ancien datant du Néoprotérozoïque (−1 000 à −540 Ma) et surtout du Paléozoïque (de −540 à −250 Ma), et à partir de −300 Ma la présence de roches métamorphisées et plutoniques liées à l'orogenèse varisque[3] ;
- vers la fin du cycle varisque vers −250 Ma, l'orogène est envahie par des granitoïdes tardiorogéniques ;
- la rareté relative de roches sédimentaires datant du Mésozoïque −500 à −300 Ma due à l'ouverture du l'océan Téthys qui érode fortement la chaîne varisque si bien qu'il ne reste plus qu'une pénéplaine ;
- pendant la formation des Pyrénées vers -40 millions d'années, les couches de roches sont fortement bombées et fracturées par la poussée tectonique des plaques ibérique et continentale[3] ;
- la zone axiale est aussi définie en sous-sol par la profondeur maximale de la racine crustale (épaississement de la croûte continentale) ; ainsi on rencontre sous la Maladeta une « racine » du matériel léger supprimant la Moho jusqu'à 50 kilomètres de profondeur. Sur une grande partie de la zone axiale on peut aussi détecter une anomalie négative de pesanteur.

Les Pré-Pyrénées sont identifiés géologiquement aux zones de contreforts nord et sud de la zone axiale, et sont nommées géologiquement « zone nord-pyrénéenne » et « zone sud-pyrénéenne ». Ils peuvent être résumés comme des nappes de charriage de roches sédimentaires réparties de part et d'autre de la zone axiale définie ci-dessus. La ligne de séparation avec la zone centrale suit en général une faille majeure comme la faille nord-pyrénéenne avec la zone nord-pyrénéenne,.
Plus au nord et au sud, à des altitudes encore plus basses, les Pré-Pyrénées sont en contact avec le piedmont pyrénéen, encore appelé zone sous-pyrénéenne, lui aussi plissé mais caractérisé par l'absence de nappes de charriage. Les fronts des couches géologiques charriées définissent donc la limite entre les Pré-Pyrénées et le piémont, avec le "front de chevauchement nord" pour la limite entre la zone nord-pyrénéenne et la zone sous-pyrénéenne nord, et le "front de chevauchement sud" pour la limite entre la zone sud-pyrénéenne et la zone sous-pyrénéenne sud. La zone sous-pyrénéenne nord se termine alors dans le Bassin aquitain et le bassin de l'Aude avec des dépôts de roches détritiques (encore appelés déjections minérales) emportées par les fleuves dans un processus d'érosion de la chaîne des Pyrénées. La zone sous-pyrénéenne sud se termine elle dans le bassin versant de l'Èbre avec les mêmes dépôts détritiques.

### Zone nord-pyrénéenne
Avec une déclinaison assez abrupte, la zone nord-pyrénéenne ne fait en moyenne que 10 kilomètres de large, avec toutefois une largeur maximale de 40 kilomètres à l'est comme pour les Corbières, mais court sur presque 400 km de long. La zone est très fortement plissée : au sud, elle est chevauchée le long la faille nord-pyrénéenne par la zone axiale, et à sa limite septentrionale, formée par le front nord-pyrénéen, elle chevauche à son tour la zone sous-pyrénéenne du piémont. L'encaissant porte des linéations horizontales soulignant le caractère décrochant de l'accident. Ailleurs dans la zone nord-pyrénéenne la déformation était aussi très élevée, mais les linéations sont en général verticales.
L'épaisseur des couches sédimentaires de la zone nord-pyrénéenne peut atteindre plus de 6 000 mètres, et comprend des roche du Mésozoïque (de −250 à −66 Ma) mais presque pas de Paléogène (de −66 à −23 Ma) à la différence de la zone sous-pyrénéenne au nord. Les argiles et les évaporites du Trias supérieur (de −237 à −200 Ma) montrent localement des intercalations dolomitiques et volcaniques, ces strates montrent une déformation plastique très élevée et constituent un mélange tectonique. Les sédiments du Jurassique au Crétacé inférieur (de −200 à −100 Ma) sont des calcaires d'une mer peu profonde déposés dans des conditions calmes. Pendant l'Albien moyen, l'aire de sédimentation fut complètement restructurée et approfondie. Il se forma ensuite le bassin nord-pyrénéen d'une longueur de 400 kilomètres. L'origine du bassin est à rechercher dans les cisaillements distensifs entre les blocs continentaux qui engendraient entre eux un immense pull-apart.
Avec les massifs satellites nord-pyrénéens le socle paléozoïque traverse la couverture à plusieurs endroits. Ces massifs forment des horsts amygdulaires entre Lourdes et Perpignan, par exemple les massifs de l'Agly, de l'Arize, de Barousse, de Bessède-de-Sault, de Castillon, de Milhas, du Plantach, de Saint-Barthélémy, de Salvezines et des Trois-Seigneurs. Il y a également quelques massifs au Pays basque septentrional. Les horsts sont basculés vers le nord, leur taille peut varier entre 1 et 300 km2. L'origine de ces corps remonte probablement à l'orogenèse varisque.
Pendant l'Albien/Cénomanien une bande étroite près de la faille nord-pyrénéenne (moins de 5 km de largeur, mais 200 km de longueur) subit un métamorphisme dynamique et thermique (haute température/basse pression). Quelques endroits au nord des massifs satellites (en Bigorre et dans les Corbières) étaient aussi touchés par ce métamorphisme.
Caractéristiques :
- présence de marbres du Jurassique et Crétacé dans la bande métamorphique. Des clastes de lherzolite sont emballés dans les marbres de la bande métamorphique, ils précèdent donc le métamorphisme ;
- la faille nord-pyrénéenne (limite sud de la zone nord-Pyrénéenne) ;
- la zone nord-pyrénéenne héberge aussi des petits affleurements isolés de volcanites[Lesquelles ?], logés dans les sédiments du Lias et du Crétacé supérieur. Ils apparaissent dans la partie ouest de la zone nord-pyrénéenne près de Tarbes, près de Orthez, et dans le Pays basque, mais peuvent se trouver à l'est dans les Corbières.

La zone nord-pyrénéenne peut être subdivisée en trois secteurs par des accidents importants (du nord au sud) :
- un secteur septentrional avec la couverture décollée des massifs satellites. Il est rempli par le flysch du Crétacé supérieur ;
- un secteur intermédiaire ou affleurent les massifs satellites ;
- un secteur méridional affecté par le métamorphisme.

La zone nord-pyrénéenne se transforme en ceinture plissée dans le Pays basque. Vers l'est elle continue après une forte incurvation dans les Corbières jusqu'à la Provence méridionale. Cette zone pyrénéo-provençale se termine avec les trains de plis alpins de direction nord-ouest/sud-est, qui d'abord se superposent puis la découpent.

### Zone sud-pyrénéenne

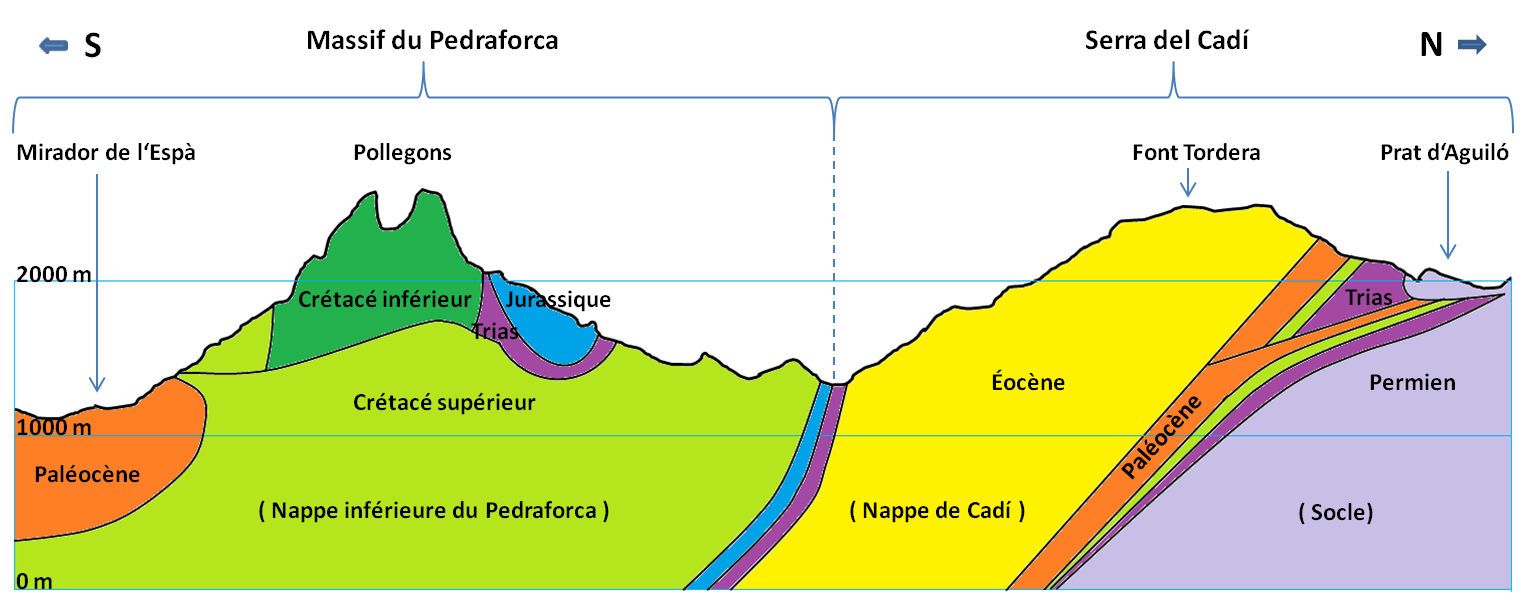
Schéma des nappes de Pedraforca (en vert) et de Cadí (en jaune), zone du massif du Pedraforca et de la serra del Cadí. Couleurs des roches, des plus âgées au plus récentes : gris = Permien, violet = Trias, bleu = Jurassique, vert foncé = Crétacé inférieur, vert clair = Crétacé supérieur, orange foncé = Paléocène, jaune = Éocène.

La zone sud-pyrénéenne est constituée d'une série sédimentaire datée du mésozoïque-éocène, qui est décollée de la zone axiale au niveau du Trias moyen ou du Trias supérieur, et le socle permien n'affleure nulle part. L'avancée vers le sud des nappes est guidée par deux accidents conjugués - à l'ouest par la zone accidentée du Cinca suivant la direction nord-ouest/sud-est (chevauchements et anticlinaux de Boltaña et Mediano) et à l'est par les décrochements échelonnés de direction nord-est/sud-ouest du Sègre. À cause du raccourcissement progressif la couverture était contrainte de se chevaucher soi-même plusieurs fois. Naturellement ce processus augmentait les épaisseurs considérablement. Des exemples de dédoublement sont la nappe du Mont Perdu, la nappe de la Cotiella, la nappe de Bóixols située en position plus centrale et son équivalent, la nappe supérieure de Pedraforca plus à l'est. La nappe de Bóixols montre un rétro-charriage et chevauche à son front la nappe de Montsec plus au sud. La succession sédimentaire de la nappe de Bóixols atteint l'épaisseur de 5 000 mètres et consiste en majorité du Crétacé. La nappe de Montsec, l'équivalent de la nappe inférieure de Pedraforca est beaucoup moins épaisse (2 000 mètres), ses sédiments comprennent des calcaires du Crétacé supérieur et des conglomérats syntectoniques, des grès et des argilites de l'Éocène inférieur et moyen.
La zone sud-pyrénéenne chevauche le long du front sud-pyrénéen la zone des sierras marginales plus au sud qui forme une transition avec le piémont pyrénéen sud. Elle consiste comme la zone sud-pyrénéenne en une succession sédimentaire mésozoïque-éocène, mais beaucoup moins épaisse (900 mètres). Ces couches sédimentaires comprennent des strates géologiques datant du Trias supérieur, du Jurassique, des bauxites du Crétacé inférieur, du Paléocène et de l'Éocène inférieur. Les strates des sierras marginales ont glissé sur les unités du bassin de l'Èbre et ont été ensuite recouvertes en discordance par des strates du bassin de l'Èbre datant de l'Oligocène et du Miocène . 
Les sierras marginales sont chevauchées au nord par la nappe de Montsec, qui appartient à la zone sud-pyrénéenne. Plus à l'ouest les sierras marginales sont relayées par la nappe de Jaca-Pamplona, alors qu'à l'est, elles sont représentées par la nappe de Port-del-Comte et par la nappe de Cadí. Les mouvements de la nappe de Cadí finissaient à la limite Éocène/Oligocène (vers 34 millions d'années), par contre les mouvements de la nappe de Jaca-Pamplona s'arrêtaient seulement vers la limite Oligocène/Miocène (à 23 millions d'années).

## Économie
La zone actuellement une zone de prédilection pour l'alpage et la randonnée. On note une activité vinicole dans les Corbières et du tourisme (sentier cathare, chemin de Saint-Jacques de Compostelle).
Le secteur industriel fut très développé durant le XIXe et le XXe siècle : forge catalane, mine de fer, carrière de talc et de marbre, usines de textile, usines sidérurgiques. L'industrie lourde tend à reculer tandis que les activités artisanales (avec plus de 334 activités différentes) se maintiennent, voire progressent.